# 桜井順
桜井 順（さくらい じゅん、1934年3月14日 - 2021年9月25日）は、日本の作曲家、作詞家。東京都（麻布）出身。本名は櫻井 峯夫（さくらい みねお）。作詞の際のペンネームに「水木 ひろし（みずき ひろし）」「能 吉利人（のう きりひと）」。櫻井 順と表記される場合もある。
曾祖父（父方の祖母の父）は貴族院議員・慶應義塾長を務めた小幡篤次郎。父方の祖父は三井物産砂糖部長・三越常務取締役・二幸取締役などを歴任した櫻井信四郎。幼稚舎（小学時代）より慶應義塾に学び、慶應義塾大学経済学部を卒業。祖父、父、自身と3代続けて幼稚舎〜経済（理財）を卒業した。

## 来歴
慶應義塾大学経済学部卒業。就職先が決まった頃には朝日放送主催の『ABCミュージカルスポット・コンクール』に応募し、2位に入賞していた（1位は越部信義）。商社に勤める傍ら、夜は三木鶏郎主宰の「冗談工房」に音楽スタッフとして参加。希望していた海外勤務の夢が叶わないことを知ったこともあり、音楽に専念する道を選び、1年後に商社を退社した。
1964年、同じ三木鶏郎のもとで働いていた音楽プロデューサー大森昭男と個人事務所「ブレーンJACK」を設立。資生堂のコマーシャルを多く手がける。そのほか、和田誠「オフ・オフ・マザー・グース」「またまた・マザー・グース」の作曲、冗談工房の同門にあたる野坂昭如のための楽曲、童謡「とんでったバナナ」など、作品ジャンルは多岐にわたる。
2007年には、CM用の楽曲を中心に、これまでの作品を収録したCD『桜井順　CM WORKS』（ソリッドレコード）を発売している。
近年はSuicaのCMソングやカゴメのサウンドロゴを手掛けるなど、幅広い年代で活動した。
2021年9月25日、心不全のため、東京都港区の自宅で死去。87歳没。

## 主な作品

### CMソング
- ナゴヤ地下街「ナゴヤ地下街の歌」（歌：楠トシエ）
- AJOC「メガネ・ソング」(メガネの相沢ほか)
- 三菱グループ「三菱グループの歌」
- カゴメ
  - 「トン・トン・トマト・まっかっか」（歌：楠トシエ）
  - サウンドロゴ（2016年 - ）
- エースコック「こぶたの歌（ブタブタ子ブタ）」
- コカ・コーラ「意見が合うのは」
- トヨタグループ「この道を行くトヨタ」
- 石丸電気
- 富士フイルム「お正月を写そう」
- 日清サラダ油セット
- AGFコーヒーギフト
- 味の素 ほんだし
- サントリー オレンジ50
- カルピス「白い少女」
- カバヤ　マスカットキャンディ
- サントリーゴールド900「ソクラテスの唄（ソ・ソ・ソクラテス）」「通せば天国」（歌：野坂昭如）
- 西武百貨店　夏市/冬市
- 相鉄ローゼン　今日も歩くこの道
- アース製薬「ダニアースの唄」（歌：野坂昭如）
- サントリー
  - DAKARA
  - 野菜カロリー計画
- トヨタ T-UP
- エーワンベーカリー「エーワンベーカリーのうた」
- キッコーマン「キッコーマンの唄」
- 穴吹工務店 サーパスマンション
- JR東日本 Suica
- チョーヤ梅酒 とろける黒糖梅酒
- ダイハツ タント
- サンヨー食品 サッポロ一番
- エプソン エコタンク
- 明治 オリゴスマート
- 丸光 「ショッピングまるみつ」

### 童謡
- とんでったバナナ
- ツッピンとびうお
- 南のなかま
- 「オフ・オフ・マザー・グース」「またまた・マザー・グース」諸作品
- ヘンなABC（みんなのうた）
- ぼくのバレンタインデー（みんなのうた）作詞は水木ひろし名義
- ドキドキドン1年生

### 歌謡曲
- 黒の舟唄（作詞は「能吉利人」名義）
- マリリン・モンロー・ノー・リターン（作詞は「能吉利人」名義）
- バージンブルース（作詞は「吉利人」名義）
- 銀のかざぐるま

### ピアノ曲
- うさぎ小屋のピアニストたち（10手連弾）
- クッキング・トレイン（5手連弾）

### テレビ番組
- びっくりスコープ

## 著作
- 能吉利人「CM詩集　毒」（思潮社、1969）
- 「オノマトピア　擬音語大国にっぽん考」（電通、1986）のち岩波現代文庫 ISBN 978-4006021702

## 関連人物
- 三木鶏郎
- 野坂昭如
- 杉山登志
- 大森昭男
- 和田誠